# کوهی شیمیزو
کوهی شیمیزو (انگلیسی: Kohei Shimizu؛ زادهٔ ۳۰ آوریل ۱۹۸۹) بازیکن فوتبال اهل ژاپن است.
از باشگاه‌هایی که در آن بازی کرده‌است می‌توان به باشگاه فوتبال سانفریس هیروشیما اشاره کرد.